# Joris Baudoin
Joris Baudoin ('s-Hertogenbosch, 1960), is een Nederlandse beeldend kunstenaar. Baudoin werkt voornamelijk in beton en terrazzobeton. Hij heeft vele monumentale beelden en beeldengroepen geplaatst in Nederland, onder andere op diverse rotondes.

## Biografie
Baudoin studeerde van 1977 tot 1979 bouwkunde. In 1979 verwisselde hij deze studie voor de Academie voor Beeldende Kunsten Sint-Joost in Breda, waar hij in 1984 afstudeerde. In 1985 vestigde Baudoin zich in Amsterdam en ontwikkelde hij de betonstoel. In 1987 vervaardigde hij te Eenigenburg zijn eerste betonnen beelden. In 1991 vestigde hij zich in Zaltbommel. Hij werd er voorzitter van de Kunstcommissie waarna hij in 1994 de Schapenrotonde Ooijk neerzette en de eerste gootspoken maakte, een driedimensionale uitvoering van de muursteen. De gootspoken vormen tegenwoordig een stadswandelroute in Zaltbommel maar hebben zich ook verspreid tot in Duitsland, België en Frankrijk.
In 1995 plaatste Baudoin beeldengroepen op rotondes in Eemnes. In 1997 maakte hij een groot monument in Gameren, De Dijker, ter aandenken aan de dijkverzwaringswerkzaamheden en bouwde hij De man met de kruiwagen in Ommen op een rotonde. Van het Fonds BKVB kreeg Baudoin in 1998 een werkbeurs en vertrok hij voor vier maanden naar Callosa d’En Sarrià Spanje. In 1999 en 2000 werden respectievelijk de beeldengroepen op rotonde Leyhof Leiderdorp en de Schotse Hooglanders in Rijswijk (ZH) onthuld.
Na vierendertig keer verhuizen bouwde Baudoin in 2001 het huis waar hij woont. In opdracht van ProRail ontwierp en bouwde hij een mammoet. Baudoin was toen twee jaar columnist in een streekblad. In 2006 ontwierp en vervaardigde Baudoin een oorlogsmonument in Neerijnen, de Man-O-War. In 2008 zette hij de beeldengroep "het Postenpad" in Tuitjenhorn, in de gemeente Schagen. In 2013 werd het jongetje met het windmolentje van vijf en een halve meter hoog onthuld in Leiderdorp en in 2017 een 9 meter hoog monument voor de Scheldewerf in Vlissingen "Mannen tussen Staal". Sinds 2015 schrijft Baudoin over de Europese musea hedendaagse kunst.

## Exposities
Een keuze:
- 1984 Centraal Beheer, Amersfoort
- 1986 Galerie Binnen, Amsterdam
- 1987 Jugend Gestaltet, München; Agnietenkapel, Gouda
- 1989 Galeria Mar Estrada, Madrid
- 1990 Aanraken geboden IV, Kortenhoef; Torch Gallery, Amsterdam; Silos, Amsterdam; KunstenaarsCentrumBergen, Bergen; Reuzendoders in de Molen, Hengelo
- 1992 ‘Park’ stadhuishal Hengelo
- 1995 Galerie de Lange, Emmen
- 1997 Presentatie voor Koningin Beatrix, Dreumel
- 1998 Mia Muze, Lith; Lek-Art, Culemborg; zomerexpo De Paviljoens, Almere
- 2000 Galerie De Boog, Westernieland
- 2002 Galerie De Kever, Vuren
- 2003 Ziekenhuis en Felix Nussbaumschule, Walsrode (Duitsland)
- 2006 Oosterkerk, Amsterdam
- 2007 Centrum Beeldende Kunst Gelderland, Tiel
- 2008 Expositie van 'Waalbakens' in diverse gemeentes in het Gelderse Rivierengebied

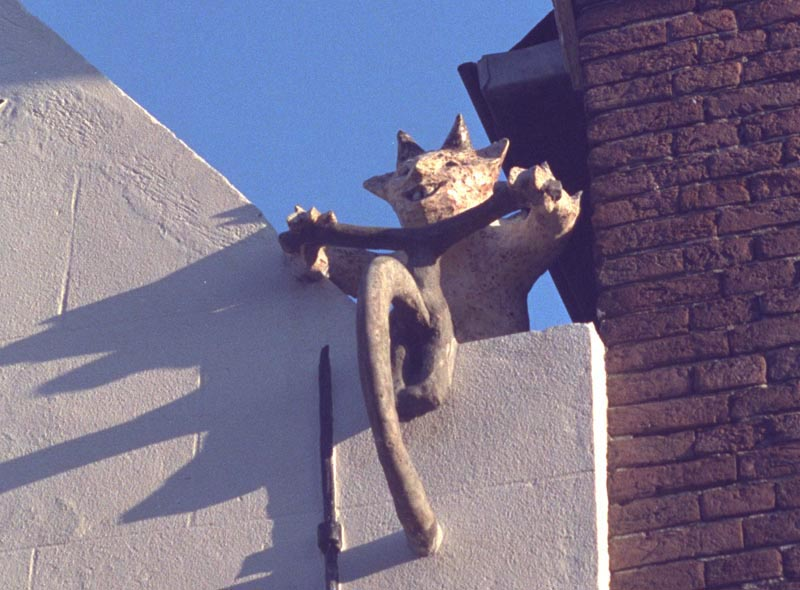
Gootspook rijdt dakgoot uit in Zaltbommel
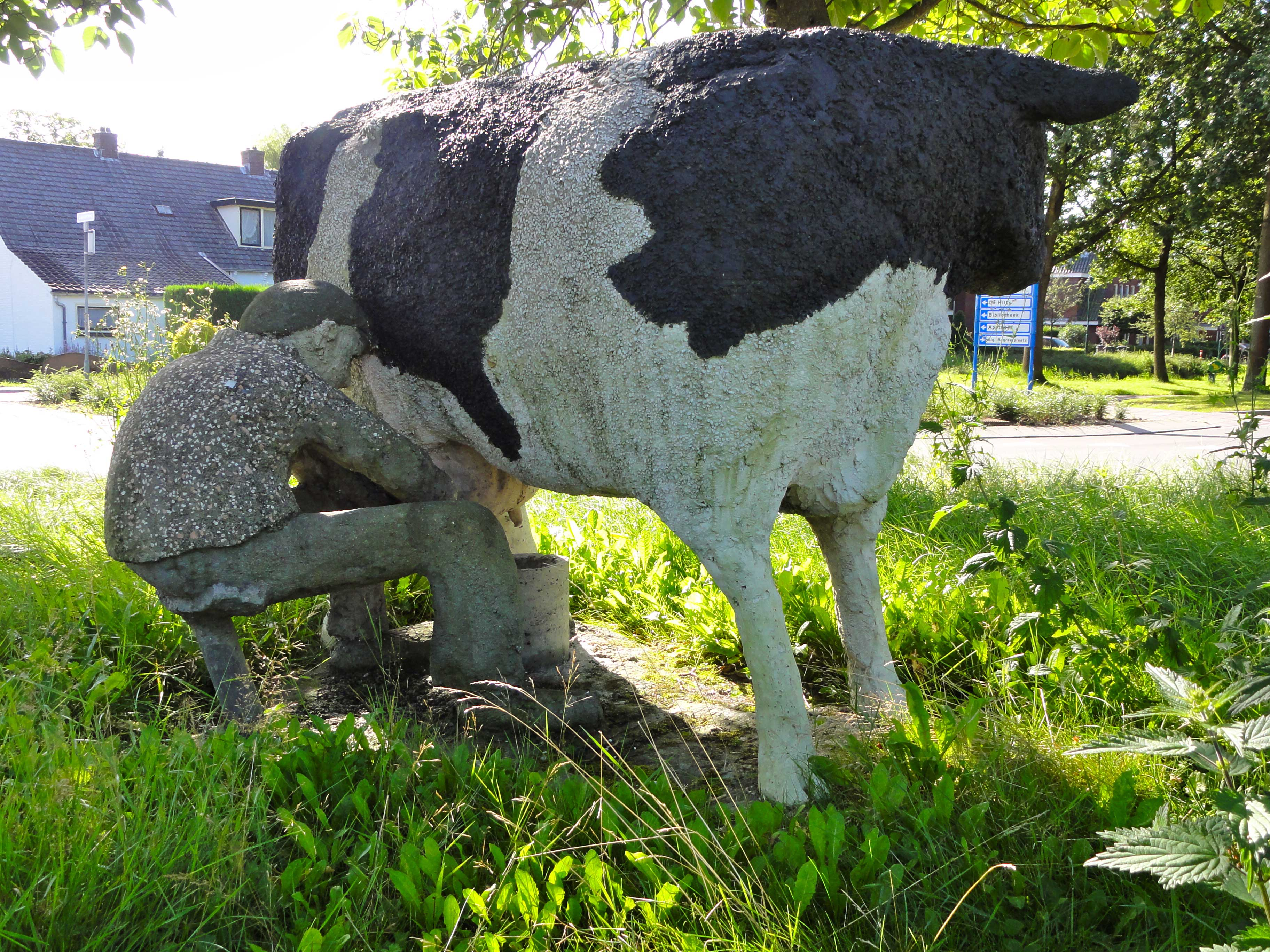
Koemelken in Eemnes
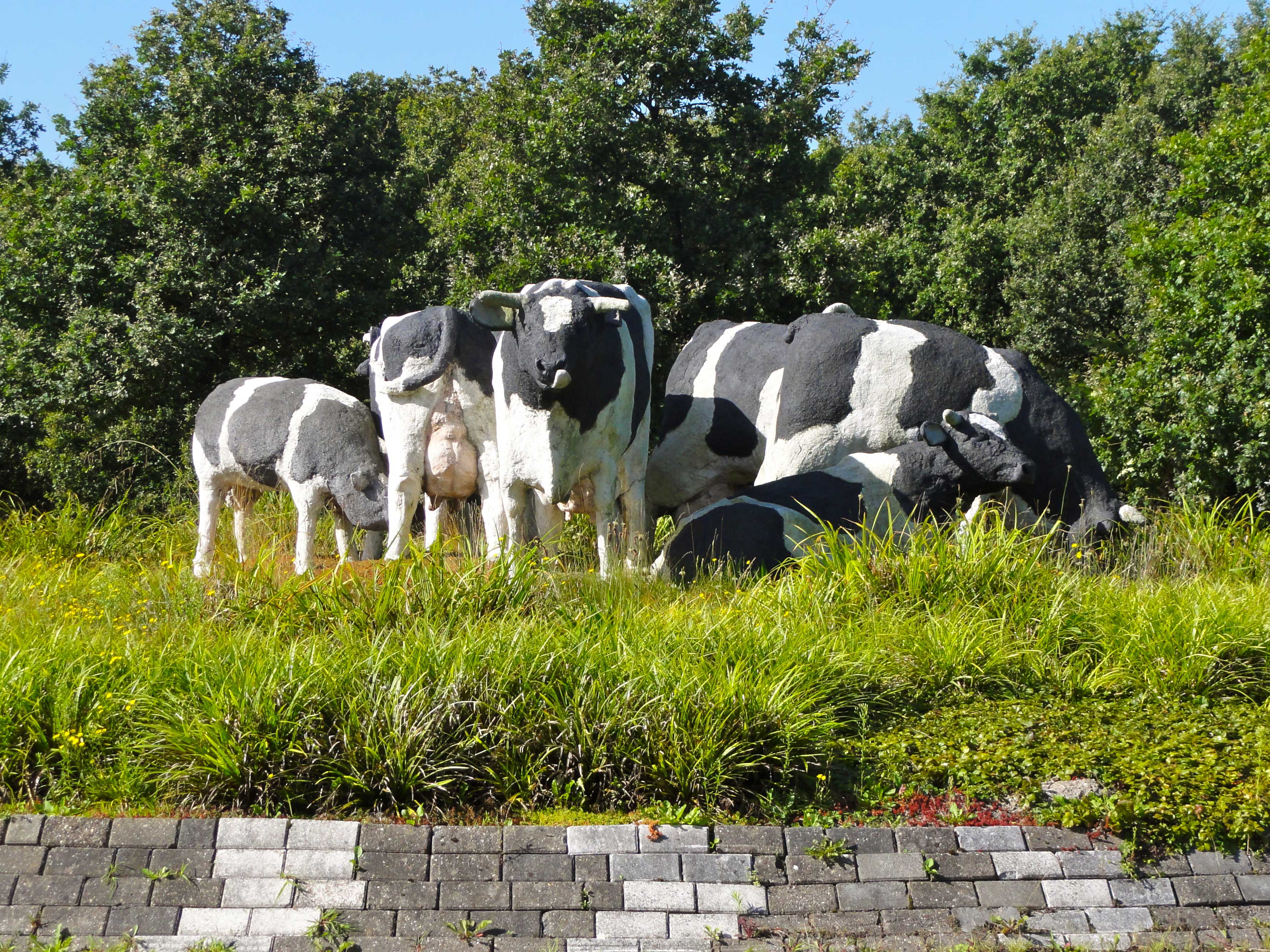
Koeien in Eemnes
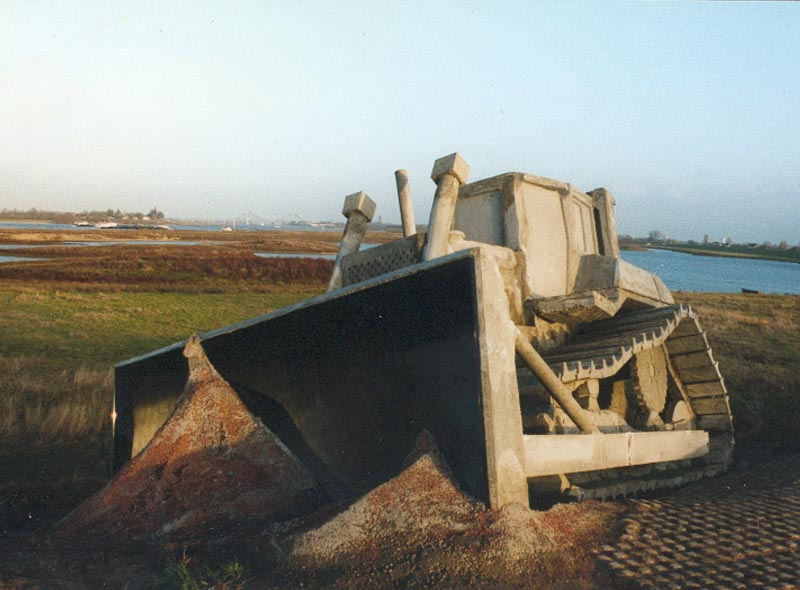
Monument dijkverzwaringen, Gameren

## Film
- Vanaf 1987 productie van een veertigtal animatiefilms i.s.m. Jop Horst (1961-2014) enkele malen in combinatie met audiovisuele installaties.
- 1986 speelfilm over de allegorie van de grot 'De Grot van Plato' i.s.m. Douwe Jan Wiersma (1963-2004).
- 1993 documentaire 'Arboretum' Wageningen.
- 1996 Tuibrug, nominatie NPS-prijs voor de korte film in 1997. De film Tuibrug is en op een aantal filmfestivals in Europa vertoond en op VPRO-televisie.
- 2010 Opa vertelt, drie filmpjes voor een cultuur educatie-project. Bezoekerscentrum De Grote Rivieren in Heerewaarden
- 2012 Informatiefilm met animatie, Heerewaarden dorp tussen de rivieren. Bezoekerscentrum De Grote Rivieren in Heerewaarden